# Felbridge
Felbridge is een civil parish in het bestuurlijke gebied Tandridge, in het Engelse graafschap Surrey met 2096 inwoners.